# Val Bever
Val Bever je vysokohorské a boční údolí v Horním Engadinu v kantonu Graubünden ve Švýcarsku.

## Popis
Val Bever začíná šest kilometrů severně od průsmyku Julierpass a jeden kilometr východně od Piz Picuogl u pramene řeky Beverin. Táhne se nejprve severovýchodním směrem k Alp Suvretta a dále ke Spinas, poté východojihozápadním směrem, z velké části rovnoběžně s jižní stranou průsmyku Albula, vzdáleného asi devět kilometrů a odděleného dalším horským pásmem, ke stejnojmenné obci Bever. Zde se Val Bever spojuje s Engadinem. U Alp Suvretta do údolí Val Bever zprava ústí boční údolí Suvretta da Samedan, které vede k průsmyku Suvretta.

## Geologie
Val Bever leží v Err-Berninském příkrovu, což je subformace Východoalpského příkrovu, který je součástí africké desky a před dávnými věky byl přesunut na evropský kontinent. Errův pokryv je tvořen převážně žulou a jeho stáří se pohybuje mezi 300 a 260 miliony let. Val Bever získal svůj tvar díky bývalému údolnímu ledovci. V té době byla ledová plocha ve výšce asi 2800 metrů. U Crasta Mora je bývalý okraj ledovce stále dobře viditelný. Dno údolí až k lesu u Cuas je dnes tvořeno ledovcovou morénou. Spinas a oblast osídlení Bever se vyznačují aluviálními půdami, tj. půdami naplavenými řekou Beverin v geologické současnosti.
Na území Beveru se nachází pět ledovců: Laviner, Traunter Ovas, Err, Calderas a Agnel. Všechny se nacházejí v nejzadnější, západojižní části údolí. Největším ledovcem je ledovec Calderas (románsky Vadret Calderas). Tento ledovec je každoročně zkoumán od roku 1894 a je jedním z referenčních projektů švýcarského výzkumu ledovců. I tento ledovec trpí masivním táním. Zatímco ještě v roce 1920 se ledovec Calderas přibližoval k horské chatě Chamanna Jenatsch, v roce 2006 ležel v údolí o více než půl kilometru dále.

## Historie
V posledním úseku údolí Val Bever mezi městy Spinas a Bever v oblasti Curtins byl v roce 1914 nalezen srp z pozdní doby bronzové, datovaný do období kolem roku 1300 až 1000 př. n. l.. Zatím není jasné, zda tento nález souvisí s osídlením, nebo zda se předmět ztratil při přepravě.
Před rokem 1510 patřila třetina údolí (Spinas až Bever) občanům Zuozu a Beversu. Pozemky v zadní části údolí vlastnil také biskup z Churu a duchovní rodina z Planty. Tolerovali, že zemědělci z Beveru a dalších sousedních obcí vyháněli svá zvířata na tamní vysokohorské pastviny. V roce 1528 oblast patřila Petru Traversovi a Jakobu Schukanovi, kteří už nebyli tak vstřícní. Jako náhradu za ztracenou alpskou oblast koupil Samedan pastviny v Silvaplanu a ve Val Chamüera a Bever plánoval koupit alpskou oblast v S-chanf. To mezi postiženými nevyvolalo žádnou radost a dalo podnět k dlouho odkládané smlouvě o rozdělení Horního Engadinu z roku 1538. Val Bever byl přidělen společně Samedanu a Beveru, ale již v roce 1540 došlo ke sporu o hranice. Hranice určil notář a soudce Jachiam Tütschett Bifrun. Spor mezi Samedanem a Beverem však nadále doutnal. V roce 1546 se účastníci sporu rozhodli údolí definitivně rozdělit, což se dnes jeví jako nelogická hranice. Horní část údolí až po Alp Val a dolní část nad Spinasem po soutok s Innem tak patří obci Bever, přičemž přibližně 5,5 km dlouhý úsek mezi nimi patří obci Samedan.
Ulrich Campell ve svém Topografickém popisu z roku 1573 zmiňuje Val Bever jako Vallbever a uvádí, že údolí je vhodné pro chov dobytka, protože má hojnost pastvin (...). Odtud se do sousední vesnice vozí spousta sena. (...) Tato vesnice se jmenuje Bewer, jako by se latinsky řeklo Biofrontium ("dvoustranný").
V roce 1910 obec Bever jednomyslně zamítla žádost curyšské společnosti Froté & Cie, která chtěla zatopit celou zadní část údolí Val Bever obrovskou přehradou. Voda z Beverinu by byla odváděna tlakovým tunelem do údolí Albula a využívána k výrobě elektřiny. Občané Beversu se tak poprvé postavili na stranu ochrany krajiny.
V průzkumu provedeném v roce 1973 ve všech domácnostech v Beveru se většina respondentů vyslovila pro ochranu krajiny. V první řadě chtěli chránit Val Bever. Tento problém byl zohledněn v místním plánování z roku 1975. Zvláštností územního plánu byly mimo jiné výrazné zóny ochrany krajiny a přírody v oblasti Val Bever. V roce 1976 udělila švýcarská nadace pro ochranu a zachování krajiny obci Bever cenu za příkladné místní plánování díky nově vytvořeným velkorysým zónám ochrany krajiny, které zahrnovaly všechny části krajiny hodné ochrany mimo stavební zónu a povolovaly pouze zemědělské a lesnické využití.
Od léta 2021 získala řeka Beverin, která protéká údolím Val Bever, označení Vodní perla PLUS, které má za cíl chránit řeku a iniciovat zlepšení jejího přírodního stavu.

## Fauna
Medvědi a vlci byli v minulosti ve Val Beveru intenzivně loveni. Jednou - podle tradice - došlo dokonce k úmrtí. Dne 22. dubna 1639 prý vlk zabil Beverota Nuotta Tünnetta Bifruna před očima jeho syna Flurina u vesnice Curtins. V roce 1870 byl ve Val Beveru zaznamenán lov medvěda. V té době prý lovec zastřelil zvíře velké jako malý vůl ("ün bouvet"). Hrdí lovci se poté vydali na cestu za trofejí do Unterlandu a medvěda vystavili v curyšském Schützenhausu.
Ve Val Beveru žije asi 60 jelenů, 220 kozorožců, 350 kamzíků a také srnčí zvěř. Sviště lze také snadno pozorovat. Před několika lety se údolím potuloval medvěd a příležitostně se zde potuluje i vlk. Údolí Bever poskytuje potravu pro orla skalního a supa bradatého, protože se zde nacházejí četné laviny s množstvím padlé zvěře. Orel skalní se ve Val Beveru poprvé úspěšně rozmnožil v roce 1996. Vzhledem k bohaté potravní nabídce lze opakovaně pozorovat soupeření mezi orly skalními a supy bradatými. Kromě těchto velkých dravců bylo v modřínových lesích ve Val Beveru zaznamenáno 48 hnízdících druhů ptáků, mezi něž patří například pěnice černohlavá, pěvuška modrá, střízlík obecný a křivka obecná.
Řeka Beverin protékající údolím Val Bever je biotopem mnoha druhů, například vydry nebo rejsce vodního. Pstruh potoční žije v některých bočních vodách v dolní části Beverinu i ve vysokohorské části toku. Ve vodním toku se vyskytuje chráněný rak kamenáč.

## Flora
V okolí Val Beveru se vyskytuje 21 druhů vrb, např. Vrba pětimužná. Také mnoho olší (rod), např. olše zelená. Ty rostou na strmých severních svazích a pomáhají tak předcházet sesuvům půdy. Pro srnčí zvěř jsou zelené olšiny přirozeným azylem. Ve Val Beveru roste na štěrkových plochách Židoviník německý. V rozsáhlých úsecích středního údolí rostou další chráněné rostliny, které doprovázejí vodní toky, např. Vrbovka ptačincolistá a rostliny z čeledi šáchorovitých. Ve vysokohorské oblasti Beverin tvoří cenné biotopy malé náplavové roviny. Několik rašelinišť podél horského potoka obohacuje přírodní rozmanitost, ale vzhledem k jejich malé rozloze nejsou inventarizována.

## Turismus
Val Bever se využívá pouze šetrně pro pěší turistiku, horolezectví, běžecké lyžování a cyklistiku/cyklistické výlety. Kromě horské chaty Chamanna Jenatsch na konci údolí se ve Spinas nachází hostinec s možností přenocování. Nad Spinasem nevede žádná silnice. Silnice mezi Beverem a Spinasem je pro dopravu uzavřena. Spinas má zastávku na vyžádání na železniční trati Albula, která je v obou směrech obsluhována přibližně každé dvě hodiny. Z Beveru do Spinas jezdí koňský povoz. V údolní části mezi Spinasem a Beverem vede pohádková cesta. Po levé straně údolí najdete osm zastavení s pohádami, které vyprávěly a psaly engadinské ženy a které inscenovali místní umělci.